# Gabino Barreda
Gabino Barreda (Puebla, 1818 – Mexico, 1881) est un médecin et philosophe mexicain orienté vers le positivisme français.

## Biographie
Après avoir participé à la guerre américano-mexicaine, où il défend son pays en tant qu'engagé volontaire, il étudia la médecine à Paris (1847-1851). Il y découvrit la doctrine d'Auguste Comte, après ses premières publications en philosophie. À son retour à Mexico, il y introduisit l'école positiviste, et enseigna à Guanajuato (1863-67) jusqu'à la fin de l'empire de Maximilien Ier du Mexique. Il rencontra ensuite le ministre de l'éducation Antonio Martínez de Castro, qui le nomma professeur de logique à l'école préparatoire nationale, où il travailla pendant plusieurs années. En 1878, il fut reçu à Berlin comme ambassadeur du Mexique dans l'Empire allemand. Il influença plusieurs penseurs traditionalistes sous le régime de Porfirio Díaz.
De nos jours, il est reconnu comme l'un des fondateurs de l'UNAM et a donné son nom à la médaille décernée aux meilleurs étudiants (la Medalla Gabino Barreda).